# Hasenfratz Péter
Hasenfratz Péter (Budapest, 1946. szeptember 22. – Wohlen bei Bern, Bern kanton, 2016. április 9.) magyar származású elméleti fizikus. A Magyar Tudományos Akadémia tagja (k: 2001).

## Életpályája
1966–1971 között az Eötvös Loránd Tudományegyetem Természettudományi Karának fizikus hallgatója volt. 1971–1979 között a Magyar Tudományos Akadémia Központi Fizikai Kutatóintézet (KFKI) Részecske- és Magfizikai Kutatóintézetének elméleti osztályának tudományos munkatársa volt. 1973-ban PhD fokozatot szerzett. 1979–1984 között Genfben a CERN-nél dolgozott. 1984-től a Berni Egyetem fizikai tanszékének professzora volt. 1999–2001 között az Elméleti Fizikai Intézet igazgatója volt Bernben. 2001-től a Magyar Tudományos Akadémia külső tagja volt. 2011-ben nyugdíjba vonult.
Kutatási területe az elemi részek elmélete, a térelmélet.

## Családja
Szülei: Hasenfratz Péter és Herczig Anna voltak. 1971-ben házasságot kötött Kapitány Etelkával. Négy gyermekük született: Kata (1976), Ágota (1981), Dávid (1984) és Ádám (1984).

## Díjai
- Novobátzky Károly-díj (1979)